# Liste des ponts de Bourgogne-Franche-Comté protégés aux monuments historiques
 (mai 2025).
Cet article recense les ponts protégés aux monuments historiques en Bourgogne-Franche-Comté, en France.

## Liste
| Édifice                          | Département                                | Commune                               | Coordonnées                      | Notice                        | Protection                            | Illustration                     |
| -------------------------------- | ------------------------------------------ | ------------------------------------- | -------------------------------- | ----------------------------- | ------------------------------------- | -------------------------------- |
| Pont des Boulangers              | Côte-d'Or                                  | Châtillon-sur-Seine                   | 47° 51′ 37″ nord, 4° 34′ 30″ est | « PA00112204 »                | Inscrit MH (1928)                     | Pont des Boulangers              |
| Pont du Perthuis-au-Loup         | Côte-d'Or                                  | Châtillon-sur-Seine                   | 47° 51′ 31″ nord, 4° 34′ 28″ est | « PA00112203 »                | Inscrit MH (1928)                     | Pont du Perthuis-au-Loup         |
| Pont des Romains                 | Côte-d'Or                                  | Étrochey, Montliot-et-Courcelles, Vix | 47° 53′ 37″ nord, 4° 31′ 49″ est | « PA21000107 »                | Inscrit MH (2021)                     | Pont des Romains                 |
| Viaduc de Fin                    | Côte-d'Or                                  | Fleurey-sur-Ouche, Velars-sur-Ouche   | 47° 19′ 17″ nord, 4° 53′ 30″ est | « PA00112462 »                | Inscrit MH (1984)                     | Viaduc de Fin                    |
| Ponts de l'Abattoir              | Côte-d'Or                                  | Montigny-sur-Aube                     | 47° 57′ 18″ nord, 4° 46′ 59″ est | « PA00112558 »                | Classé MH (1962)                      | Ponts de l'Abattoir              |
| Pont des Arvaux                  | Côte-d'Or                                  | Noiron-sous-Gevrey                    | 47° 11′ 56″ nord, 5° 05′ 05″ est | « PA00112569 »                | Classé MH (1991)                      | Pont des Arvaux                  |
| Pont des Romains                 | Côte-d'Or                                  | Venarey-les-Laumes                    | 47° 32′ 51″ nord, 4° 27′ 25″ est | « PA00112712 »                | Inscrit MH (1925)                     | Pont des Romains                 |
| Pont sur le Lison                | Doubs                                      | Cussey-sur-Lison                      | 47° 03′ 17″ nord, 5° 58′ 20″ est | « PA25000034 »                | Inscrit MH (2003)                     | Pont sur le Lison                |
| Pont à la Polonceau              | Haute-Saône                                | Bourguignon-lès-Conflans, Mersuay     | 47° 48′ 16″ nord, 6° 09′ 50″ est | « PA00102124 » « PA00102224 » | Inscrit MH (1982)                     | Pont à la Polonceau              |
| Pont sur le Salon                | Haute-Saône                                | Montot                                | 47° 33′ 59″ nord, 5° 37′ 26″ est | « PA00102234 »                | Inscrit MH (1978)                     | Pont sur le Salon                |
| Pont tournant de Selles          | Haute-Saône                                | Selles                                | 47° 57′ 42″ nord, 6° 05′ 12″ est | « PA00132864 »                | Inscrit MH (1994) · Classé MH (2001)  | Pont tournant de Selles          |
| Vieux pont sur la Seille         | Jura                                       | Baume-les-Messieurs                   | 46° 42′ 35″ nord, 5° 38′ 42″ est | « PA00101816 »                | Inscrit MH (1929)                     | Vieux pont sur la Seille         |
| Pont de la Raie des Moutelles    | Jura                                       | Crissey, Dole                         | 47° 04′ 00″ nord, 5° 28′ 47″ est | « PA39000054 » « PA39000055 » | Inscrit MH (2003)                     | Pont de la Raie des Moutelles    |
| Pont Louis XV                    | Jura                                       | Dole                                  | 47° 05′ 17″ nord, 5° 29′ 41″ est | « PA00101873 »                | Inscrit MH (1948)                     | Pont Louis XV                    |
| Pont roman de la Grande fontaine | Jura                                       | Dole                                  | 47° 05′ 28″ nord, 5° 29′ 40″ est | « PA00101847 »                | Inscrit MH (1950) · Inscrit MH (1996) | Pont roman de la Grande fontaine |
| Pont des Vents                   | Jura                                       | Montfleur                             | 46° 19′ 50″ nord, 5° 26′ 37″ est | « PA39000025 »                | Inscrit MH (1997)                     | Pont des Vents                   |
| Viaducs de Morez                 | Jura                                       | Hauts de Bienne                       | 46° 31′ 45″ nord, 6° 01′ 21″ est | « PA00101965 »                | Inscrit MH (1984)                     | Viaducs de Morez                 |
| Pont sur la Seille               | Jura                                       | Nevy-sur-Seille                       | 46° 44′ 38″ nord, 5° 37′ 33″ est | « PA00101972 »                | Inscrit MH (1939)                     | Pont sur la Seille               |
| Pont bow-string                  | Jura                                       | Port-Lesney                           | 47° 00′ 16″ nord, 5° 49′ 25″ est | « PA39000027 »                | Inscrit MH (1997)                     | Pont bow-string                  |
| Pont de Ruffey-sur-Seille        | Jura                                       | Ruffey-sur-Seille                     | 46° 44′ 40″ nord, 5° 29′ 34″ est | « PA39000057 »                | Inscrit MH (2003)                     | Pont de Ruffey-sur-Seille        |
| Grand pont                       | Nièvre                                     | La Charité-sur-Loire                  | 47° 10′ 37″ nord, 3° 00′ 51″ est | « PA58000026 »                | Inscrit MH (2003)                     | Grand pont                       |
| Pont de la Thalie                | Saône-et-Loire                             | Châtenoy-le-Royal                     | 46° 47′ 30″ nord, 4° 49′ 47″ est | « PA00113209 »                | Classé MH (1931)                      | Pont de la Thalie                |
| Pont Saint-Laurent               | Saône-et-Loire, Ain (Auvergne-Rhône-Alpes) | Mâcon, Saint-Laurent-sur-Saône        | 46° 18′ 18″ nord, 4° 50′ 13″ est | « PA00116558 »                | Classé MH (1987)                      | Pont Saint-Laurent               |
| Pont sur l'Orbise                | Saône-et-Loire                             | Mellecey                              | 46° 48′ 25″ nord, 4° 45′ 08″ est | « PA00113356 »                | Inscrit MH (1987)                     | Pont sur l'Orbise                |
| Viaduc de Mussy-sous-Dun         | Saône-et-Loire                             | Mussy-sous-Dun                        | 46° 13′ 49″ nord, 4° 19′ 52″ est | « PA00113373 »                | Inscrit MH (1984)                     | Viaduc de Mussy-sous-Dun         |
| Pont sur le Doubs                | Saône-et-Loire                             | Navilly                               | 46° 56′ 21″ nord, 5° 08′ 59″ est | « PA00113376 »                | Classé MH (1946)                      | Pont sur le Doubs                |
| Pont Eiffel de Monéteau          | Yonne                                      | Monéteau                              | 47° 50′ 59″ nord, 3° 34′ 38″ est | « PA89000048 »                | Inscrit MH (2012)                     | Pont Eiffel de Monéteau          |
| Pont sur le Serein               | Yonne                                      | Montréal                              | 47° 32′ 40″ nord, 4° 02′ 51″ est | « PA00113750 »                | Inscrit MH (1983)                     | Pont sur le Serein               |
| Pont de pierre                   | Yonne                                      | Monéteau, Perrigny                    | 47° 50′ 27″ nord, 3° 33′ 04″ est | « PA00113746 » « PA00113778 » | Classé MH (1947)                      | Pont de pierre                   |
| Pont sur la Cure                 | Yonne                                      | Pierre-Perthuis                       | 47° 25′ 55″ nord, 3° 47′ 11″ est | « PA00113780 »                | Classé MH (1921)                      | Pont sur la Cure                 |
| Pont de Pimelles                 | Yonne                                      | Pimelles                              | 47° 50′ 24″ nord, 4° 10′ 45″ est | « PA89000029 »                | Inscrit MH (2001)                     | Image manquante Téléverser       |
| Vieux pont                       | Yonne                                      | Pont-sur-Yonne                        | 48° 17′ 13″ nord, 3° 12′ 20″ est | « PA89000011 »                | Inscrit MH (1997)                     | Vieux pont                       |